# Oxycera rufifrons
Oxycera rufifrons är en tvåvingeart som beskrevs av Friedrich Hermann Loew 1873. Oxycera rufifrons ingår i släktet Oxycera och familjen vapenflugor. Inga underarter finns listade i Catalogue of Life.